# Lipinia trivittata
Lipinia trivittata — вид сцинкоподібних ящірок родини сцинкових (Scincidae). Мешкає в Індокитаї. Описаний у 2019 році.

## Поширення і екологія
Lipinia trivittata мешкають на півдні В'єтнаму, де були зафіксовані в провінціях Даклак, Ламдонг, Біньфиок і Анзянг, а також в Камбоджі, де були зафіксовані в провінції Преахвіхеа. Вони живуть в тропічних лісах.